# Johnstown Castle

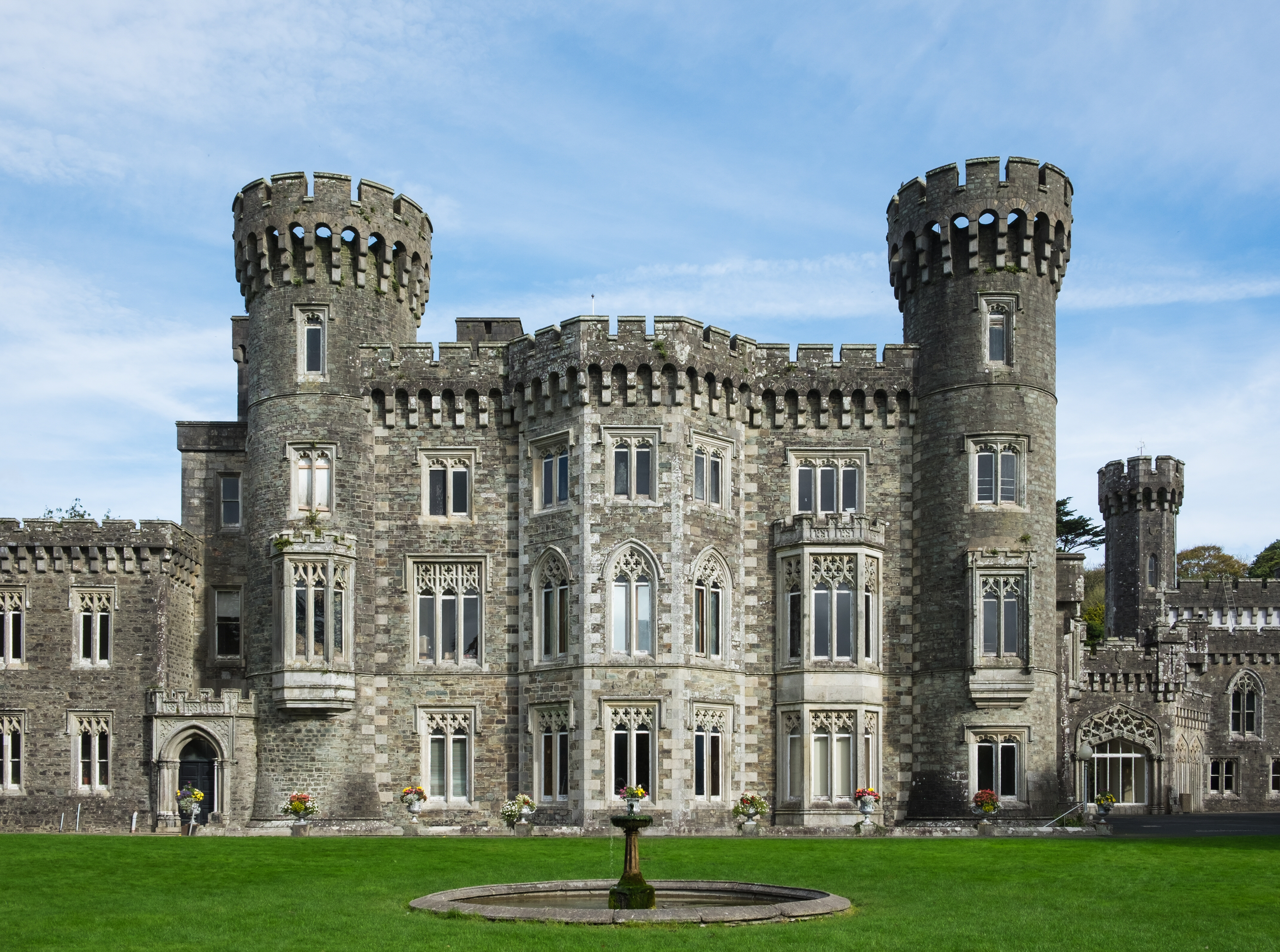
Das Hauptgebäude von Johnstown Castle

Johnstown Castle (irisch Caisleán Bhaile Sheáin) ist ein Schloss im Townland Johnstown beim Dorf Murrintown im irischen County Wexford. In den zugehörigen landwirtschaftlichen Gebäuden ist seit 1979 das Irish Agricultural Museum untergebracht.

## Irish Agricultural Museum

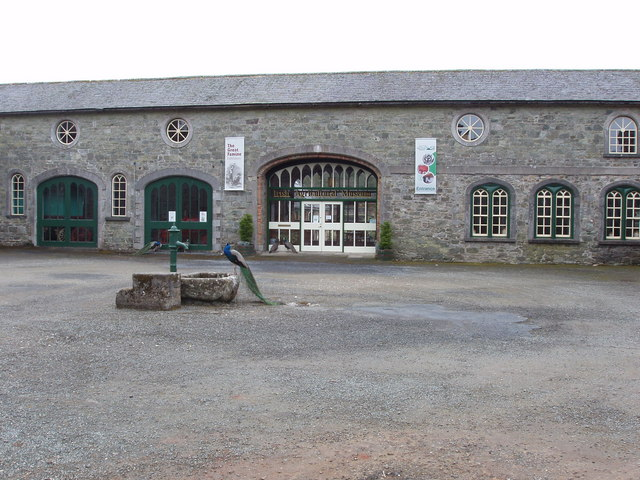
Irish Agricultural Museum

In dem Museum ist die Geschichte des ländlichen Lebens in Irland dargestellt. Die Sammlungen behandeln alle Elemente, einschließlich des Verkehrs, der Handwerke, der Landwirtschaft und des Wohnens auf dem Lande.

### Geschichte
Anfang der 1970er-Jahre begann Austin O’Sullivan mit der Sammlung von Materialien über die Landwirtschaft und das ländliche Leben in Irland. 1974 erklärte sich Thomas Walsh, Direktor der An Foras Talúntais (heute Teagasc), mit der Gründung eines landwirtschaftlichen Museums einverstanden. 1976 bildete sich eine Gruppe mit dem Ziel, ein Museum zu gründen, das unter anderem diese Sammlung beherbergen sollte. Das Museum wurde in den früheren Wirtschaftsgebäuden von Johnstown Castle untergebracht und 1979 vom irischen Präsidenten Patrick Hillery eröffnet. Seither wurde das Museum erweitert und bedeckt nun eine Fläche von 1600 Quadratmetern. Die Einrichtung und Erweiterung des Museums führte zur bis heute (2019) andauernden Renovierung der landwirtschaftlichen Gebäude des Anwesens, die von 1810 stammen.

### Ausstellungen
Der Hauptzweck der Ausstellungen des Museums war die Dokumentation der Veränderungen in der Landwirtschaft an der Schwelle zur industriellen Revolution, insbesondere die Abwendung von pferdegetriebenen Maschinen hin zu motorgetriebenen. Die Sammlungen sind nach landwirtschaftlichen Themen, wie Milchwirtschaft, Wäsche, Kochen, Zuckerrübenanbau etc., aufgeteilt. In dem Museum gibt es auch eine umfangreiche Ausstellung über die Geschichte der Kartoffel und die große Hungersnot in Irland Mitte des 19. Jahrhunderts. Die Sammlung enthält Nummer 96 der History of Ireland in 100 Objects (dt.: Geschichte Irlands in 100 Objekten) der Irish Times, eine Waschmaschine vom Anfang der 1950er-Jahre. Ebenfalls zu sehen ist eine Reihe von 1:1-Nachbauten von Werkstätten eines Schmieds, eines Küfers, eines Rademachers, eines Sattlers und eines Korbmachers.
Das Museum gewann 2014 den Preis für das beste Museum, ein Wettbewerb der Industrial Heritage Association of Ireland, wegen der Rolle, die das Museum in der Erhaltung und Dokumentation der Materialgeschichte in Zusammenhang mit dem ländlichen Leben in Irland spielt.

### Galeriebilder

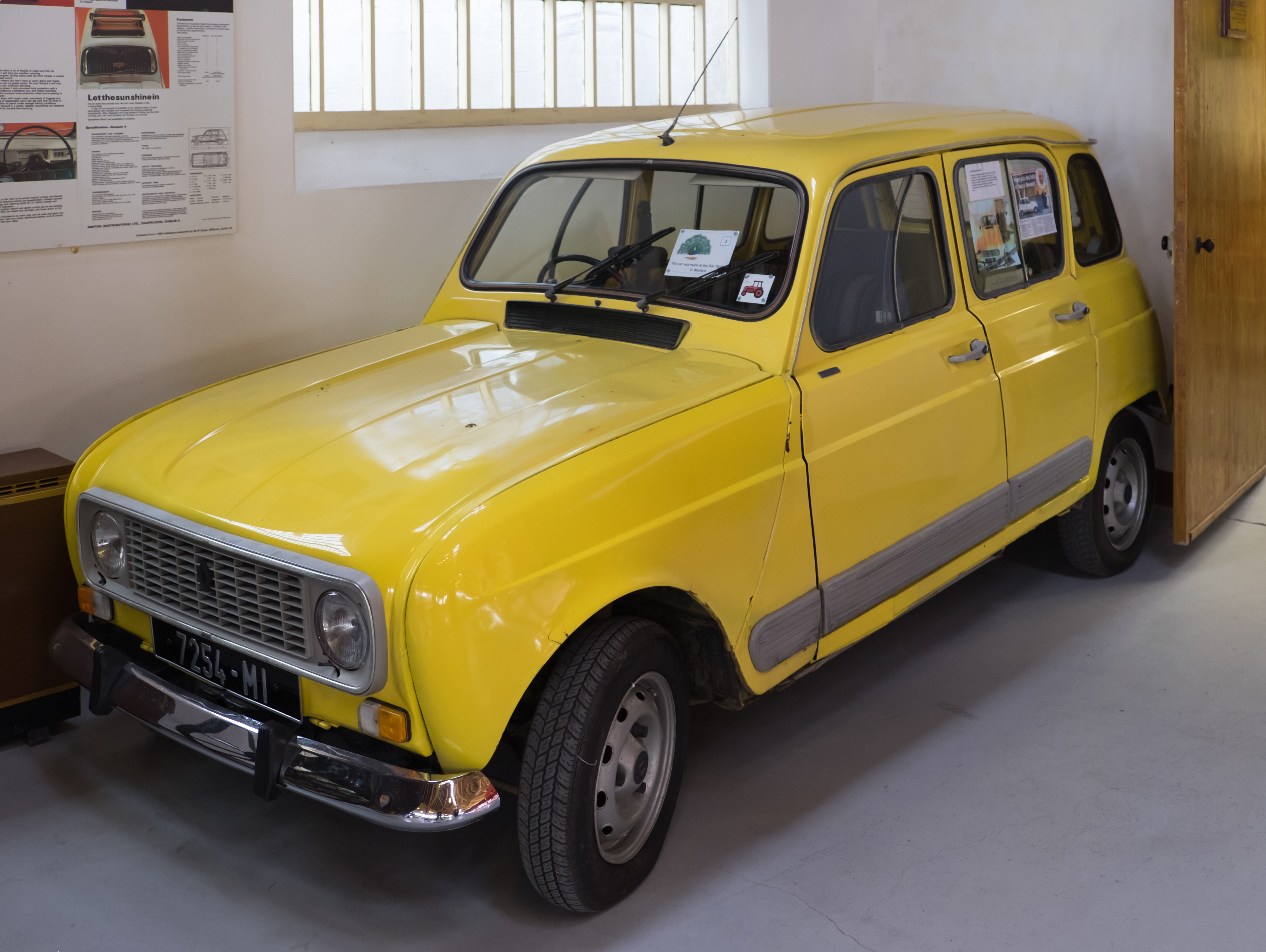
Renault R4 GTL, montiert 1982 von Renauto in Wexford
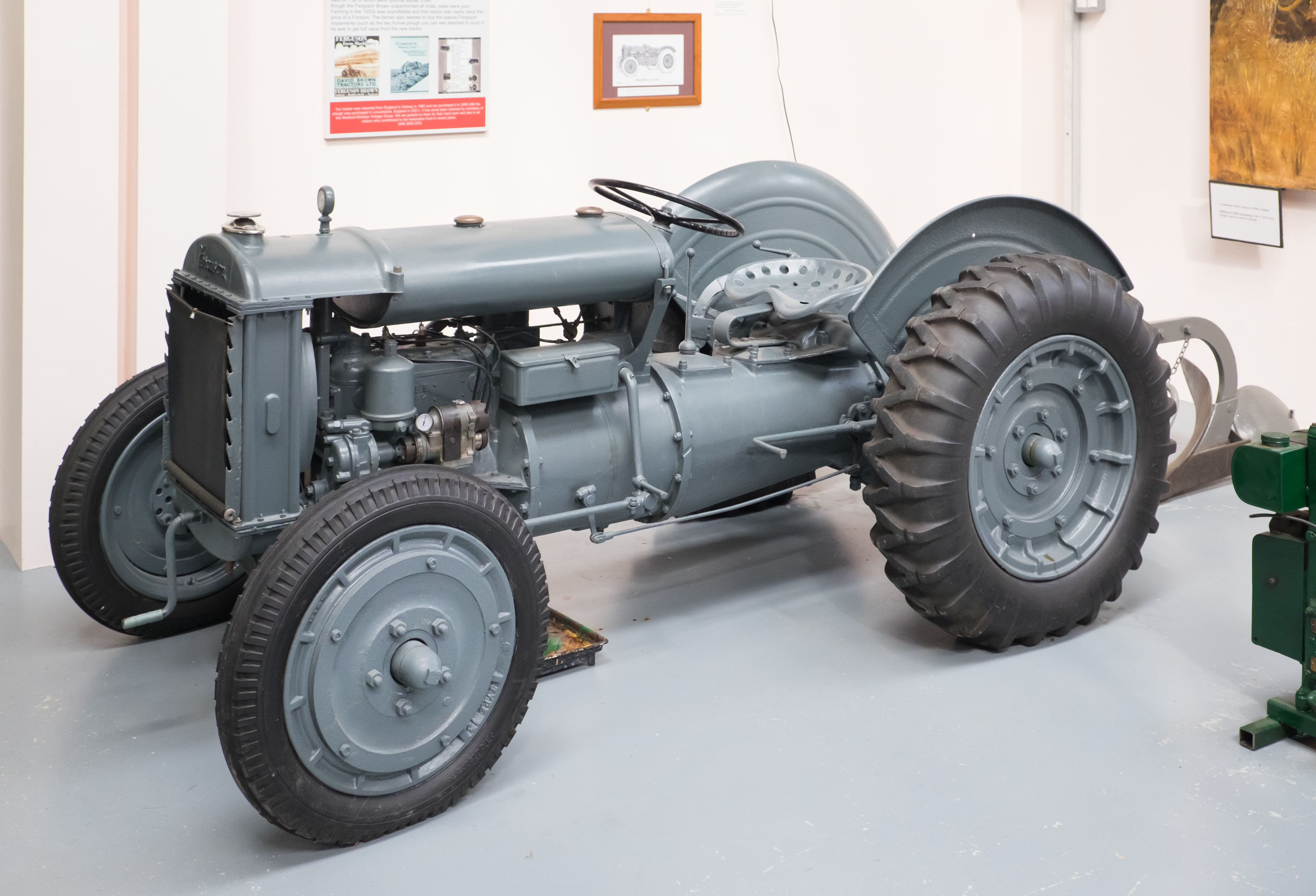
Traktor Ferguson-Brown Modell A (1936–1939)
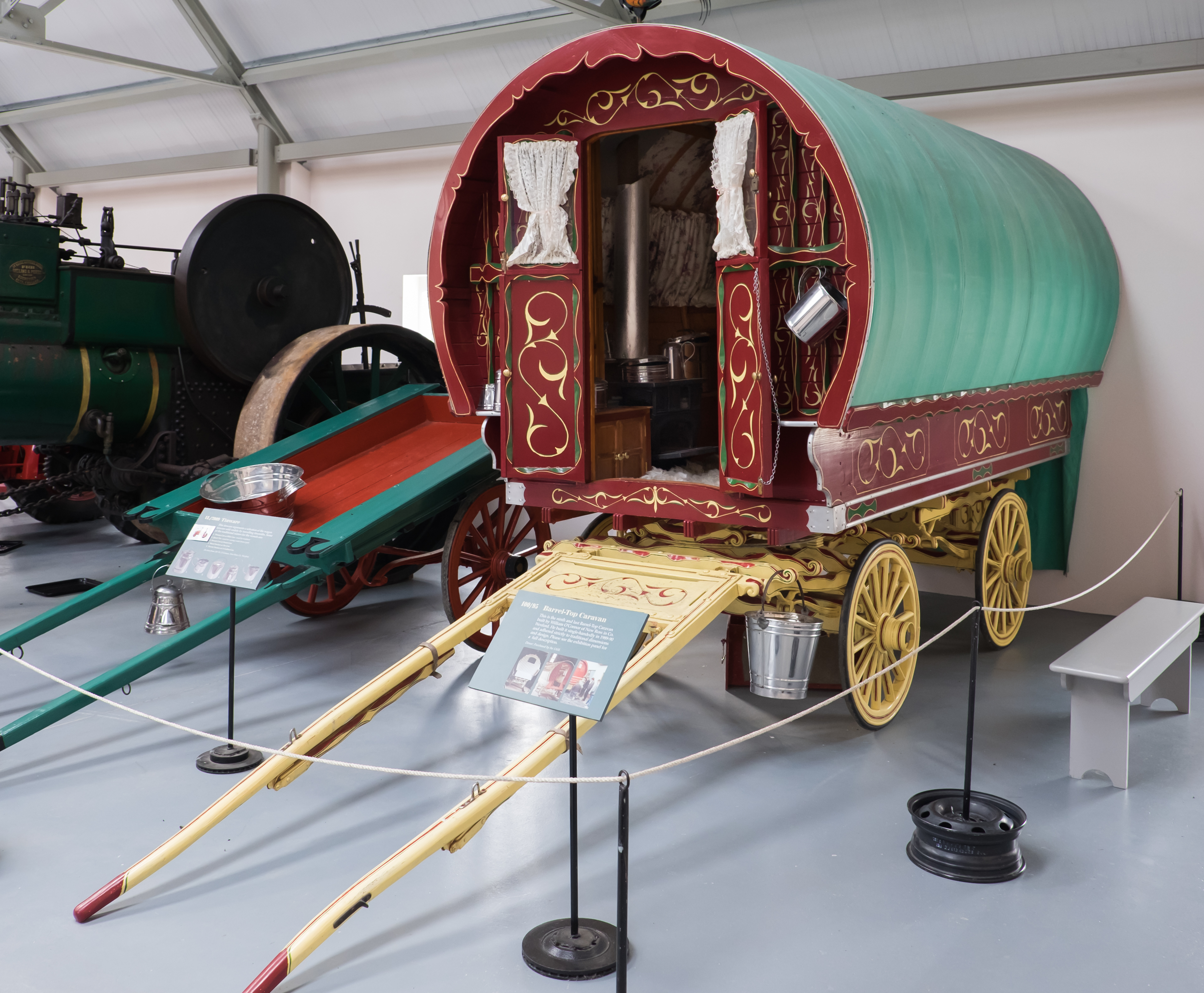
Planwagen